# فريدوم فورس (لعبة فيديو)
فريدوم فورس (بالإنجليزية: Freedom Force) ، هي لعبة إلكترونية من نوع لعبة التصويب والأكشن، صدرت عام 1988م، وتعمل بنظامي آركيد ونينتندو انترتنمنت سيستم، وصدرت اللعبة حصرياً في الولايات المتحدة الأمريكية.

## مهمة اللعبة
يقوم بطل اللعبة بقتل مجموعة إرهابية في الولايات المتحدة لإسترداد حبيبته، وذلك عن طريق لعبة مسدس للتصويب نحو الشاشة لقتل الأعداء.

## مصدر
1. ↑  "Credits information". GameFAQs. مؤرشف من الأصل في 2016-03-04. اطلع عليه بتاريخ 2012-03-28.
2. ↑  "Arcade release information". GameFAQs. مؤرشف من الأصل في 2016-03-04. اطلع عليه بتاريخ 2012-03-28.
3. ↑  "NES release information". جيم فاكس. مؤرشف من الأصل في 2009-11-29. اطلع عليه بتاريخ 2008-08-12.

## وصلات خارجية
- Freedom Force على موبي غيمز
- Freedom Force على موقع القائمة القاتلة لألعاب الفيديو